# Brian Miller
Brian George Miller (Hapton, 19 gennaio 1937 – Burnley, 7 aprile 2007) è stato un calciatore e allenatore di calcio inglese, di ruolo centrocampista.

## Carriera

### Club
Ha sempre giocato nel campionato inglese.

### Nazionale
Conta una presenza con la nazionale inglese, con cui ha giocato la sua unica partita nel 1961.

## Palmarès

### Giocatore

#### Competizioni nazionali
- Campionato inglese: 1

Burnley: 1959-1960
- Community Shield: 1

Burnley: 1960

### Allenatore

#### Competizioni nazionali
- Third Division: 1

Burnley: 1981-1982